# Atlantique (IGP)
Pour les articles homonymes, voir Atlantique (homonymie).
L'atlantique, anciennement appelé vin de pays de l'Atlantique jusqu'en 2006, est un vin français d'indication géographique protégée régionale (le nouveau nom des vins de pays) produit sur cinq départements de la façade atlantique. L'appellation appartient au vignoble du Sud-Ouest, mais concerne aussi les vins du département de la Gironde ne pouvant prétendre aux appellations d'origine contrôlée du vignoble de Bordeaux (il est ainsi la seule IGP bordelaise).
C'est l'une des six IGP régionales de France :
- atlantique ;
- comté-tolosan (Bigorre, Cantal, coteaux et terrasses de Montauban, Haute-Garonne, Tarn-et-Garonne) ;
- comtés-rhodaniens ;
- méditerranée (comté de Grignan, coteaux de Montélimar) ;
- pays-d’oc ;
- val-de-loire (Allier, Cher, Indre, Indre-et-Loire, Loir-et-Cher, Loire-Atlantique, Loiret, Maine-et-Loire, Marches de Bretagne, Nièvre, Pays de Retz, Sarthe, Vendée et Vienne)[4].

## Histoire

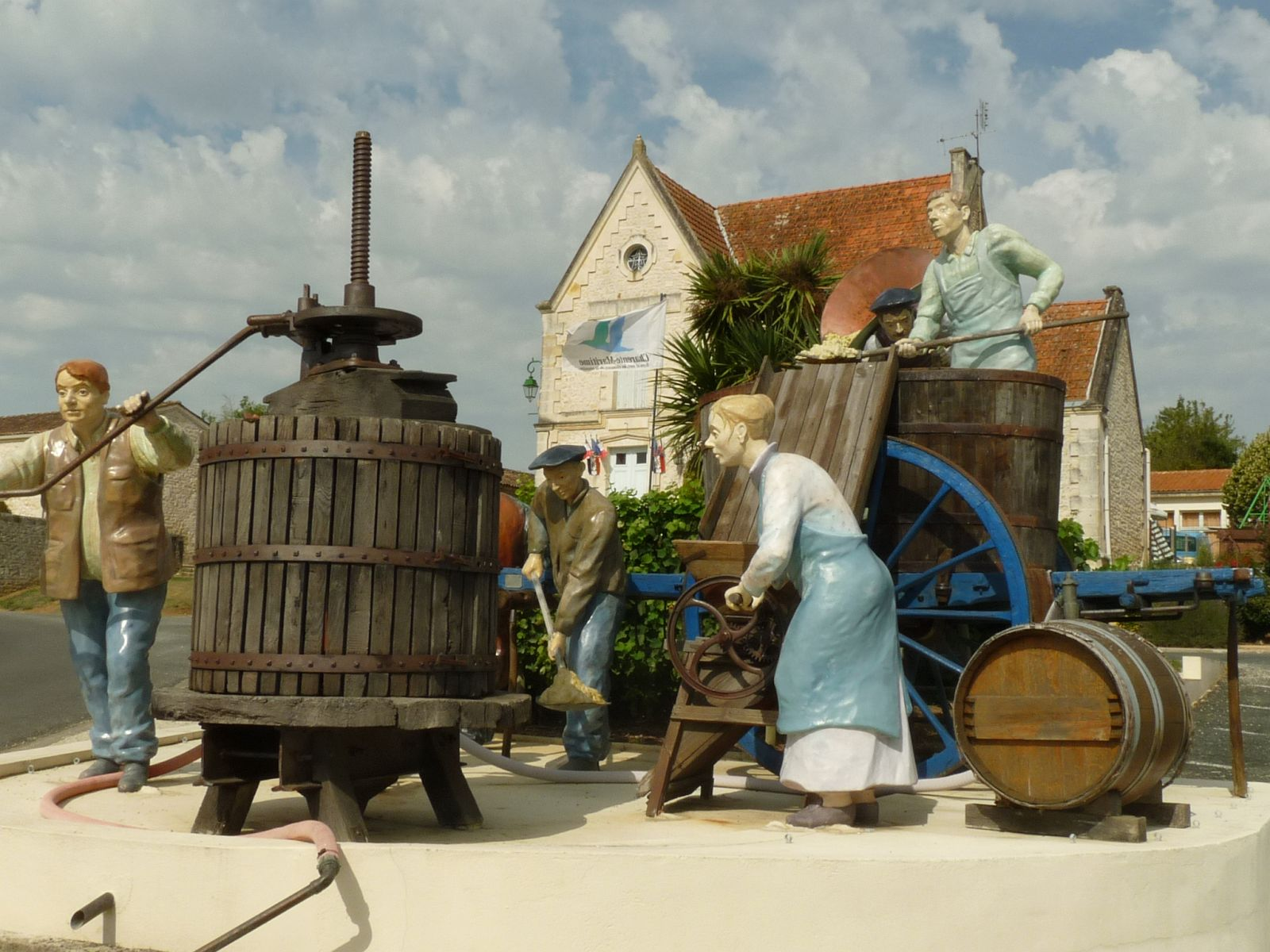
Reproduction d'une scène de vendanges à Virollet (Charente-Maritime), au cœur de la zone de production.

La zone concernée est historiquement concernée par les échanges commerciaux et occupée par la vigne, introduite dès l'Antiquité par les Romains. La tutelle anglaise durant le Moyen Âge contribue à l'essor de la culture viticole.
La grande majorité de la production de la zone est concernée par des appellations d'origine contrôlée ; l'IGP Aquitaine constitue donc depuis 2006 le socle de la production locale en étant attribuée aux vins ne pouvant prétendre aux AOC dans les régions viticoles du Sud-Ouest et du Bordelais.

## Vignoble
La récolte, la vinification et l'élaboration des vins de l'IGP atlantique se font dans les départements de la Charente, de la Charente-Maritime, de la Dordogne, de la Gironde, et dans certains anciens cantons du département de Lot-et-Garonne, à savoir ceux de Bouglon, Casteljaloux, Duras, Houeillès, Lavardac et de Meilhan-sur-Garonne en totalité, et ceux de Damazan, Laplume, Lauzun, Marmande, Le Mas-d'Agenais, Nérac et de Seyches en partie. Une zone de proximité immédiate a été définie, dans laquelle la vinification et l'élaboration des vins peut s'effectuer. Elle correspond aux arrondissements touchant immédiatement la zone citée précédemment.
Selon le service des Douanes, la superficie revendiquée en 2024 sous l'appellation est de 1 674 hectares.

### Orographie et géologie
Le sol de la zone est essentiellement calcaire, argileux, voire argilo-sableux au contact de la région des Landes de Gascogne et caillouteux au contact de l'arène granitique transportée par les cours d'eau descendant du Massif central. Les trois sols les plus favorables à la vigne sont :
- les sols bruns argilo-calcaires sur substrat calcaire ;
- les sols lessivés de boulbènes (limono-sableux) issus de recouvrements de limons éoliens sur les sables, argiles et graviers du Périgord ;
- les sols alluviaux de graviers, argile, sables et limons correspondant aux terrasses anciennes et récentes des fleuves et rivières[5].

### Climat
Le climat est très nettement océanique, légèrement dégradé au fil de l'éloignement dans les terres, ponctuellement touché par une influence méditerranéenne dans l'est de la zone.

### Encépagement
Pour les vins blancs, les cépages autorisés sont l'abondant B, l'aligoté B, l'altesse B, l'alvarinho B, l'aramon blanc B, l'aramon gris G, l'aranel B, l'arbane B, l'arriloba B, l'arrufiac B, l'aubin blanc B, l'aubin vert B, l'auxerrois B, le barbaroux Rs, le baroque B, le biancu gentile B, le blanc dame B, le bouquettraube B, le bourboulenc B, le bouteillan B, le camaralet B, le carcajolo blanc B, le carignan blanc B, chardonnay B, le chasan B, le chasselas B, le chasselas rose Rs, le chenin B, la clairette B, la clairette rose Rs, le clarin B, le claverie B, le codivarta B, le colombar B, le courbu B, le crouchen B, le danlas B, l'elbling B, le folignan B, la folle-blanche B, le furmint B, le genovèse B, le goldriesling B, la graisse B, le grenache blanc B, le grenache gris G, le gringet B, le grolleau gris G, le gros manseng B, le gros vert B, la jacquère B, le jurançon blanc B, le knipperlé B, le lauzet B, le len de l'el B, le liliorila B, le listan B, le macabeu B, la marsanne B, le mauzac B, le mauzac rose Rs, le mayorquin B, le melon B, le merlot blanc B, le meslier Saint-François B, la molette B, la mondeuse blanche B, le montils B, le müller-thurgau B, la muscadelle B, le muscat blanc à petits grains B, le muscat à petits grains roses Rs, le muscat d'Alexandrie B, le muscat cendré B, le muscat ottonel B, l'ondenc B, l'orbois B, le pagadebiti B, le pascal B, le perdea B, le petit courbu B, le petit manseng B, le petit meslier B, le picardan B, le pinot blanc B, le pinot gris G, le piquepoul blanc B, le piquepoul gris G, le précoce bousquet B, le précoce de Malingre B, le raffiat de Moncade B, le riminèse B, le rivairenc blanc B, le rivairenc gris G, le romorantin B, le rosé du Var Rs, le roublot B, la roussanne B, la roussette d'Ayze B, le sacy B, le saint-côme B, le saint-pierre doré B, le sauvignon B, le sauvignon gris G, le savagnin B, le savagnin rose Rs, le select B, le sémillon B, le servant B, le terret blanc B, le terret gris G, le tourbat B, l'ugni blanc B, le velteliner rouge précoce Rs, le verdesse B, le vermentino B, le viognier B.
Pour les vins rouges et rosés, les cépages autorisés sont l'abouriou N, l'aleatico N, l'alicante Henri Bouschet N, l'Alphonse Lavallée N, l'aramon N, l'aramon gris, l'arinarnoa N, l'arrouya N, l'aubun N, le bachet N, le béclan N, le béquignol N, le bouchalès N, le bouillet N, le brachet N, le brun argenté N, le brun fourca N, le cabernet franc N, le cabernet sauvignon N, le caladoc N, le calitor N, le carcajolo N, le carignan N, le carménère N, le castets N, le césar N, le chatus N, le chenanson N, le cinsault N, le côt N, le corbeau N, la counoise N, le courbu noir N, le duras N, le durif N, l'egiodola N, l'ekigaïna N, l'étraire de la Dui N, le fer N, le feunate N, le franc noir de la Haute-Saône N, le fuella nera N, le gamaret N, le gamay N, le gamay de Bouze N, le gamay teinturier de Chaudenay N, le gamay fréaux N, le ganson N, le gascon N, le gouget N, le gramon N, le grassen N, le grenache N, le grolleau N, le joubertin N, le jurançon noir N, le lival N, le mancin N, le manseng noir N, le marselan N, le mérille N, le merlot N, le meunier N, le milgranet N, le mollard N, la mondeuse N, le monerac N, le morrastel N, le mourvaison N, le mourvèdre N, le mouyssaguès N, le muresconu N, le muscardin N, le muscat de Hambourg N, le négret de Banhars N, la négrette N, le nielluccio N, le noir fleurien N, le persan N, le petit verdot N, le pineau d'Aunis N, le pinot noir N, le piquepoul noir N, le plant droit N, le portan N, le poulsard N, le prunelard N, le ribol N, le rivairenc N, le Saint-Macaire N, le sciaccarello N, le ségalin N, le semebat N, le servanin N, la syrah N, le tannat N, le tempranillo N, le téoulier N, le terret noir N, le tibouren N, le tressot N, le trousseau N, le valdiguié N, le velteliner rouge précoce Rs.

## Vins
Il existe six produits différentes :
- atlantique blanc ;
- atlantique rosé ;
- atlantique rouge ;
- atlantique primeur ou nouveau blanc ;
- atlantique primeur ou nouveau rosé ;
- atlantique primeur ou nouveau rouge[5].

### Volumes
La production déclarée en 2024 a été d'un total de 88 314 hectolitres (un hectolitre = 100 litres = 133 bouteilles de 75 cl), dont :
- 40 448 hl d'atlantique rosé ;
- 28 122 hl d'atlantique blanc, comprenant notamment 13 409 hl de sauvignon, 1 652 hl de chardonnay et 779 hl de colombard ;
- 19 744 hl d'atlantique rouge, comprenant notamment 8 249 hl de merlot, 3 179 hl de cabernet sauvignon et 366 hl de côt.

### Gastronomie
Les blancs et rosés, légers et frais, se boivent notamment avec les huîtres d'Arcachon ou de Marennes-Oléron.

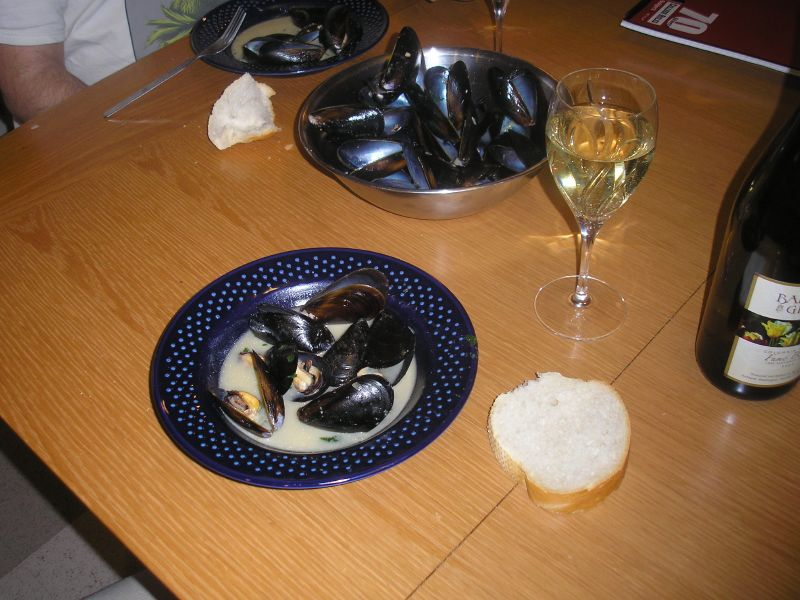
Moules et vin blanc.

### Commercialisation
Le vin IGP atlantique est largement commercialisé en saison touristique sur les stations balnéaires de la côte aquitaine et charentaise.